# Atelier lyrique de Tourcoing
L'Atelier lyrique de Tourcoing est une scène musicale française basée à Tourcoing.

## Historique
Fondé en 1981, l'Atelier lyrique de Tourcoing est placé dès sa création sous la direction de Jean-Claude Malgoire. Il en fait une scène qu'il qualifie d'art et d'essai et travaille en étroite collaboration avec La Grande Écurie et la Chambre du Roy pour explorer des répertoires à destination de tous les publics.